# Jan Hieronim Chodkiewicz
Jan Hieronim Chodkiewicz herbu herbu własnego (zm. 12 września 1621 roku) – podstoli litewski w 1621 roku
Poseł nowogródzki na sejm 1616 roku.